# Hans Holck
Hans Holck, (12. marts 1726 – 2. marts 1783), dansk filantrop, journalist og forfatter.

## Opvækst og uddannelse
Holck blev født i Nyborg. Da forældrene, Peter Nielsen Dyrhauge og Margrethe født Bolt, var ubemidlede og havde 7 børn, blev sønnen sat i en Regne- og Skriveskole, uagtet han havde lyst til studering. Ved læsning i sin fritid erhvervede han sig dog en del spredte kundskaber og udvidede dem som ældre, uden dog på noget område at opnå solid dannelse. Efter at have lært handelen i Nyborg tog han tjeneste som "købmandskarl" i Flensborg og siden i København, hvor han jævnlig søgte de opvaktes forsamlinger.
Her etablerede han sig 1754, og da han optog en kompagnon i forretningen, fik denne et betydeligt opsving. Handelen alene kunne dog ikke tilfredsstille hans mangesidige interesser. Han ønskede at udgive et blad, og da han savnede midler dertil, gik han en omvej. Af kammerjunker Jacob Frants von der Ostens arvinger lejede han 1759 privilegiet på at holde adressekontor og købte det senere.

## Adresseavisen
I begyndelsen udsendte han kun én gang om ugen et skrevet uddrag af de bekendtgørelser, der indkom på kontoret, men snart efter lod han sin Adresseavis trykke, den udkom siden 4 gange ugentlig, og antallet af subskribenter voksede fra 30 til flere tusinde. Det lille, tospaltede blad i kvart indeholdt ikke blot bekendtgørelser, men også forskellige lister, dagsnyheder, digte m. m.
Herover mødte Holck indsigelse, ikke blot fra de to andre hovedstadsaviser, men fra mange flere, lige til stodderkongerne, der tidligere havde været ene om at meddele prædikantlisten. Til trods for modstanden udvidede han dog stadig avisens indhold. For at udbrede den uden for København søgte han om at få den sendt med den ridende post, men det blev afslået, da pladsen i postsækken var optaget af Berlingske Tidende, der triumferede og antog titelen "De til Forsendelse med Posten alene privilegerede kjøbenhavnske Tidender".
Holck fik dog den agende post til at besørge hans avis og kaldte den nu "den med Posten forsendende". 1767 fik avisen et ugentlig tillæg, der siden forandredes til en kritisk journal over udkomne bøger.

## Filantropi og trykkevirksomhed
Af filantropisk iver fremkaldte Holck en række godgørende institutioner. 1765 oprettede han en sygekasse og 1769 en bespisningskasse for at skaffe fattigfolk varm mad om vinteren. Af medlidenhed med de mange tiggende børn, som ofte blev moralsk fordærvede ved deres vagabonderende liv, oprettede han 5 friskoler for fattige børn 1771, en foranstaltning af stor betydning i betragtning af skolevæsenets daværende tilstand.
Til alle disse foretagender påkaldte han den private velgørenhed. For børn af bedre klasser fik han gratistskolen i gang 1775 og året efter indfødsskolen. Holck bevirkede, at husene i København blev nummererede, og udgav 1765 Kjøbenhavns Handelsspejl, byens første vejviser. Han udgav også Provincial-Lexicon over Dannemark, 1778.
For sin gavnlige virksomhed blev han 1763 agent, og 4 år efter blev han grosserer. 1771 fik han bevilling på at anlægge et bogtrykkeri.
Over sine mange andre foretagender forsømte han imidlertid sin forretning og måtte for at rejse penge overlade adressekontoret og avisen til et interessentskab. Desuagtet fallerede han 1773. Nu oprettede han et avisudsalg, Danmarks første aviskiosk, og en boghandel både for de bøger og tidsskrifter, han selv udgav, og for dem, han tog på forlag efter at have fået andre til at skrive dem efter hans ideer.

## Aftenposten
Emanuel Balling og Niels Prahl var hans vigtigste medarbejdere. Af de henved 50 litterære foretagender, der var frugten af denne samarbejden, og som omhandlede økonomi, statistik, historie, moral, praktisk filosofi, populær medicin og læsning for børn, opnåede kun Kiøbenhavns Aftenpost nogen betydning.
Dette blad begyndte at udkomme 17. januar 1772, da der efter Holcks mening åbnede sig en ny æra for Danmark ved Johann Friedrich Struensees og Enevold Brandts fald. I den 1. årgang indeholder bladet en mængde oplysninger om kuppet mod disse, men rigtignok yderst ensidige.
For øvrigt havde Aftenposten et meget broget indhold: nyheder fra ind- og udland, et "Handelsarkiv", et "Børnespejl", endog "Byrygter", notable forlovelser, anekdoter og gåder. Senere blev indholdet ordnet i bestemte rubrikker: "Landvæsenspost", "Kommercepost", "Kirkepost", "Huspost" osv. Den sidste, der som regel havde dialogisk form, giver en ret anskuelig skildring af samfundsforhold og huslig levevis i den tids København. Avisen var også den første der introducerede deciderede reklametekster i Danmark. I det hele var avisen kvikt skrevet, og med hensyn til journalistisk teknik var Holck langt forud for sin samtid.
Aftenposten indeholdt også digte ved familiebegivenheder og versificerede taksigelser for indkomne gaver til Holcks filantropiske foretagender. Disse poetiske udgydelser, snart patetiske og snart sentimentale, udmærker sig næsten alle ved en komisk naivitet og en yderst ubehjælpsom form, der gjorde dem til skydeskive for samtidens vittighed. Almindelig bekendt er Johan Herman Wessels railleri over "Sygekassens Patriark".
Herved fik Holck et skær af latterlighed over sin person, og dette har for eftertiden stillet hans fortjenstlige virksomhed i skygge. Vel fik han som folkeskribent ingen blivende betydning, men hans dygtighed som journalist i forening med den menneskekærlige iver, hvormed han søgte at hjælpe syge og fattige og modarbejde råhed og uvidenhed, gør ham fortjent til et hæderligt eftermæle.
Han blev gift 1. gang 14. oktober 1754 med Bolette Thrane (født 12. maj 1764) og 2. gang 12. november 1764 med Charlotte Sophie Topp.